# Toni Kroos
Toni Kroos, född 4 januari 1990 i Greifswald i dåvarande Östtyskland, är en tysk före detta professionell fotbollsspelare som bland annat spelat för Real Madrid och Bayern München. Kroos kom tidigt fram som stor talang och är som offensiv, central mittfältare känd för sin passningssäkerhet och sitt distansskytte. Han blev världsmästare med Tyskland 2014. Han avslutade klubbkarriären med att 1 juni 2024 vinna Champions League med Real Madrid. Och sin sista match för tyska landslaget spelade han den 5 juli 2024 i europamästerskapet, EM. Den matchen slutade 2-1 till  Spanien och Tyskland åkte ut i kvarten.

## Uppväxt
Kroos växte upp i stadsdelen Schönwalde i Greifswald i östra Tyskland. Han spelade i Greifswalder SC där hans far Roland Kroos var ungdomstränare; hans mor Birgit Kroos blev östtysk mästare i badminton. Han är äldre bror till Felix Kroos som också är fotbollsspelare. 2002 flyttade familjen till Rostock där hans far anställdes som ungdomstränare i Hansa Rostock. Kroos spelade därför i Hansa Rostock där han gjorde en snabb karriär i ungdomslagen som stor talang.

## Klubbkarriär
Bayern München visade intresse för Kroos redan 2004. 2006 skrev Kroos på ett kontrakt för Bayern München. Han var en stor talang och vann utmärkelsen turneringens bästa spelare i U17-VM 2007. Spelfördelaren sköt fem mål i turneringen. Han gjorde 18 mål på 36 landskamper i Tysklands U17-herrlandslag.
Säsongen 2009/2010 var han utlånad till Bayer Leverkusen då han inte kunde ta en plats i det stjärnspäckade Bayern. I Leverkusen imponerade Kroos och blev ordinarie och sedermera uttagen till landslaget. I Bayern München firade Kroos stora framgångar efter att han kom tillbaka efter utlåningen, bland annat som tysk mästare 2013 och 2014. 2013 vann han Champions League. Kroos skrev 17 juli 2014 på ett kontrakt för Real Madrid och fick tröjnummer 8 som tidigare använts av Kaká. Han vann bland annat Klubblags-VM samt Uefas supercup med Real Madrid. Detta innebär bland annat att Toni Kroos är den enda spelaren som vunnit klubblags-VM två år i rad med två olika klubbar. Den 21 Maj 2024 blev det officiellt att efter europamästerskapet 2024 kommer Toni Kroos avsluta sin karriär 34 år gammal.

## Landslagskarriär
Kroos togs ut första gången i A-landslaget i januari 2010 och debuterade i mars samma år i en träningslandskamp mot Argentina. Han togs som yngsta spelare ut i truppen till fotbolls-VM 2010. Han var inte ordinarie men spelade fyra matcher under turneringen, bland annat semifinalen mot Spanien. Under VM 2014 var Kroos en av Tysklands bästa spelare med bland annat fyra assist och två mål. Kroos gjorde sina två mål i semifinalen mot Brasilien (7–1). Kroos tog ofta hand om fasta situationer. Han blev världsmästare efter Tysklands seger över Argentina i VM-finalen 2014. Johan Cruijff uttalade sig om Kroos spel under VM: "Han gör allt rätt: hans passningstempo är kanon och han ser allt. Det är nästan perfekt".

## Meriter

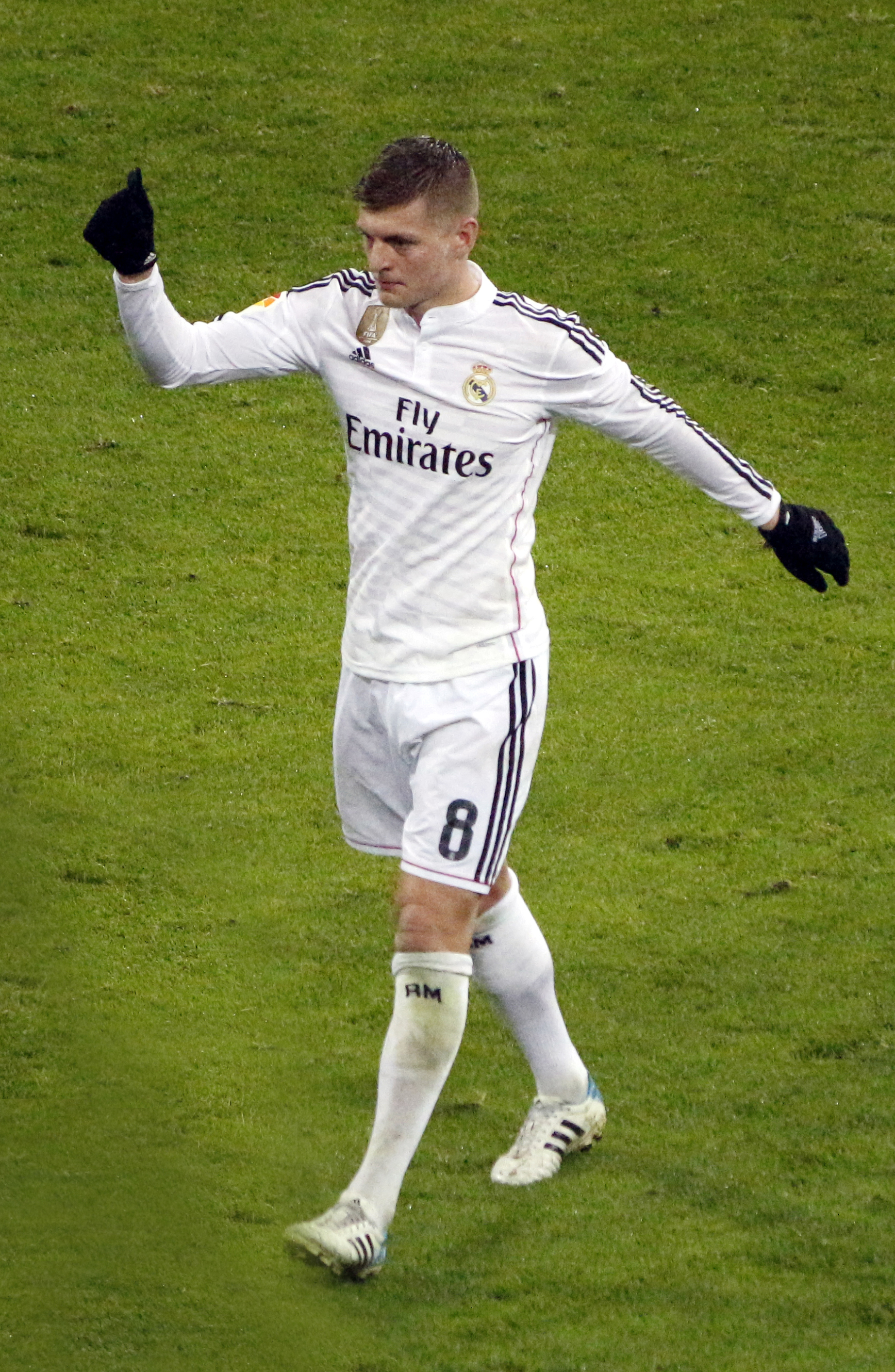
Kroos i Real Madrid 2015.

### Bayern München
- Fußball-Bundesliga: 2007/2008, 2012/2013, 2013/2014
- Uefa Champions League: 2012/2013
- DFB-Pokal: 2007/2008, 2012/2013, 2013/2014
- Tyska supercupen: 2010, 2012
- Tyska ligacupen: 2007
- Uefa Super Cup: 2013
- Världsmästerskapet i fotboll för klubblag: 2013

### Real Madrid
- La Liga: 2016/2017, 2019/2020, 2021/2022, 2023/2024
- Uefa Champions League: 2015/2016, 2016/2017, 2017/2018, 2021/2022, 2023/2024
- Spanska cupen: 2022/2023
- Supercopa de España: 2017, 2019, 2021, 2023-24
- Uefa Super Cup: 2014, 2016, 2017, 2022
- Världsmästerskapet i fotboll för klubblag: 2014, 2016, 2017, 2018, 2022

Tyskland
- VM i fotboll: 2010 (brons)
- EM i fotboll: 2012 (semifinal)
- VM i fotboll: 2014 (guld)
- EM i fotboll: 2016 (semifinal)

### Individuellt
- FIFA World XI Team: 2014, 2016, 2017 (FIFA:s Världslag)